# Jewhen Chatscheridi
Jewhen Hryhorowytsch Chatscheridi (ukrainisch Євген Григорович Хачеріді; * 28. Juli 1987 in Melitopol) ist ein ukrainischer Fußballspieler. Sein Vater ist Grieche, seine Mutter Ukrainerin.
Chatscheridi begann mit dem Fußballspielen beim SC Olkom Melitopol. Nachdem er eine Saison an Wolyn Luzk ausgeliehen worden war, spielte er ab 2007 für Dynamo Kiew und war seit der Saison 2009/10 Stammspieler der ersten Mannschaft.

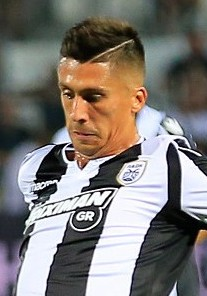
Chatscheridi im PAOK-Trikot 2018

Im Oktober 2009 wurde der 198 Zentimeter große Abwehrspieler erstmals in die ukrainische Nationalmannschaft berufen und spielte in einem WM-Qualifikationsspiel gegen England. Unter Nationaltrainer Oleh Blochin kam er bei der Fußball-Europameisterschaft 2012 in allen drei Gruppenspielen des ukrainischen Teams zum Einsatz. Auch bei der Fußball-Europameisterschaft 2016 in Frankreich stand er wieder im Aufgebot der Ukraine. In allen drei Gruppenspielen gegen Deutschland, Nordirland und Polen gehörte er zur Stammelf. Als Gruppenletzter schied das Team danach aus.
Im Sommer 2018 wechselte Chatsheridi nach Griechenland zu Paok Thessaloniki. Er wurde im Jahr 2019 mit PAOK  griechischer Meister, verließ den Verein zum Saisonende aber wieder. Nach einem halben Jahr Vereinslosigkeit schloss er sich Anfang 2020 FK Dinamo Brest in Belarus an. Seit Anfang 2021 ist er wieder vereinslos.